# Літланесфосс
Літланесфосс (ісл. Litlanesfoss) — водоспад на сході Ісландії. Утворився на річці Хенгіфосса, притоці річки Лагарфльоут, за кілометр від ще одного популярного водоспаду під назвою Хенгіфосс. Останній трохи менший за розмірами, але не поступається красою, а в чомусь навіть схожий на Літланесфосс, що лежить вище за течією тієї самої річки.
Літланесфосс неначе розділяє на дві частини найдавніші брили застиглої лави, яка протягом тисячоліть сформувала величезні базальтові колони. Вони прикрашають виступи й береги водоспаду, що надає йому фантастичного вигляду. Це місце дуже популярне у фотографів, але підібратися до нього проблематично, тому зробити вдалий кадр — рідкість.